# توربن أولريش
توربن أولريش (بالدنماركية: Torben Ulrich)‏ مواليد 4 أكتوبر 1928 في فريدريكسبرغ، هو لاعب كرة مضرب دانمركي سابق بالإضافة إلى أنه موسيقي وصانع أفلام وكاتب. كان يلعب باليد اليسرى. أعلى تصنيف له في الفردي كان المركز الـ 96 في سنة 1973.

## وصلات خارجية
- توربن أولريش على موقع IMDb (الإنجليزية)
- توربن أولريش على موقع روتن توميتوز (الإنجليزية)
- توربن أولريش على موقع ميوزك برينز (الإنجليزية)
- توربن أولريش على موقع قاعدة بيانات الأفلام السويدية (السويدية)
- توربن أولريش على موقع أول ميوزيك (الإنجليزية)
- توربن أولريش على موقع ديسكوغز (الإنجليزية)
- توربن أولريش على موقع قاعدة بيانات الفيلم (الإنجليزية)
- توربن أولريش على موقع كينوبويسك (الروسية)
- توربن أولريش على موقع رابطة محترفي التنس (الإنجليزية)
- توربن أولريش على موقع الاتحاد الدولي لكرة المضرب (الإنجليزية)
- توربن أولريش على موقع كأس ديفيز (الإنجليزية)
- توربن أولريش على موقع أرشيف التنس.كوم (الإنجليزية)
- توربن أولريش على موقع بطولة ويمبلدون (الإنجليزية)
- توربن أولريش على موقع خلاصة التنس.كوم (الإنجليزية)
- توربن أولريش على موقع أوليمبيديا (الإنجليزية)
- الموقع الرسمي